# 加越能鉄道伏木線
伏木線（ふしきせん）は、かつて富山県高岡市の米島口停留場から伏木港駅までを結んでいた加越能鉄道（現在の加越能バス）の軌道路線。線籍上は高岡軌道線の一部だった。1971年に廃止。

## 路線データ
- 路線距離（営業キロ）：2.9 km
- 軌間：1067 mm
- 駅数：7駅（起終点駅含む）
- 複線区間：なし（全線単線）
- 電化区間：全線（直流600 V）
- 閉塞方式：不明

## 歴史
1948年4月10日、富山地方鉄道により地鉄高岡 - 伏木港間 7.3 kmの高岡軌道線の一部として開業した。1951年、途中の米島口停留場から射水線新湊駅（現・六渡寺駅）へ伸びる 3.6 kmの路線が開業してそちらが本線のようになり、米島口 - 伏木港間 2.9 kmは事実上支線扱いとなっていった。1959年、高岡軌道線は加越能鉄道（1950年設立、現在の加越能バス）に譲渡され、支線区間は伏木線となった。
高岡から伏木へは国鉄（現・JR西日本）氷見線もあったことやモータリゼーションの進行により旅客数は見込めず、その割には支線があることで高岡軌道線の運用が煩雑になっていたこと、また、道路交通の障害になるという高岡市からの要請もあり、1971年9月1日をもって廃止された。
- 1948年（昭和23年）4月10日 - 富山地方鉄道により地鉄高岡 - 米島口 - 伏木港間開業。
- 1959年（昭和34年）4月1日 - 加越能鉄道に譲渡。
- 1971年（昭和46年）9月1日 - 米島口 - 伏木港間廃止。

## 駅一覧
※駅名は伏木線廃止時のもの
米島口停留場 - 米島駅 - 高美町駅 - 矢田駅 - 串岡駅 - 古府口駅 - 伏木港駅
- 高美町駅には交換設備があった。

## 接続路線
※駅名・事業者名は伏木線廃止時のもの
- 米島口駅：加越能鉄道高岡軌道線
- 伏木港駅：国鉄氷見線（伏木駅）